# Saint-Gervazy
Saint-Gervazy ist eine französische Gemeinde mit 338 Einwohnern (Stand: 1. Januar 2022) im Département Puy-de-Dôme in der Region Auvergne-Rhône-Alpes (vor 2016 Auvergne). Sie gehört zum Arrondissement Issoire und zum Kanton Brassac-les-Mines (bis 2015: Kanton Saint-Germain-Lembron). 

## Geographie
Saint-Gervazy liegt etwa 41 Kilometer südsüdöstlich von Clermont-Ferrand. Umgeben wird Saint-Gervazy von den Nachbargemeinden Madriat im Norden und Nordwesten, Collanges im Norden und Nordosten, Vichel im Osten und Nordosten, Moriat im Osten, Chambezon im Südosten, Léotoing im Süden, Apchat im Südwesten sowie Augnat im Westen.

## Bevölkerungsentwicklung
| Jahr                       | 1962 | 1968 | 1975 | 1982 | 1990 | 1999 | 2006 | 2013 |
| Einwohner                  | 242  | 206  | 249  | 226  | 264  | 256  | 290  | 314  |
| Quellen: Cassini und INSEE |      |      |      |      |      |      |      |      |

## Sehenswürdigkeiten

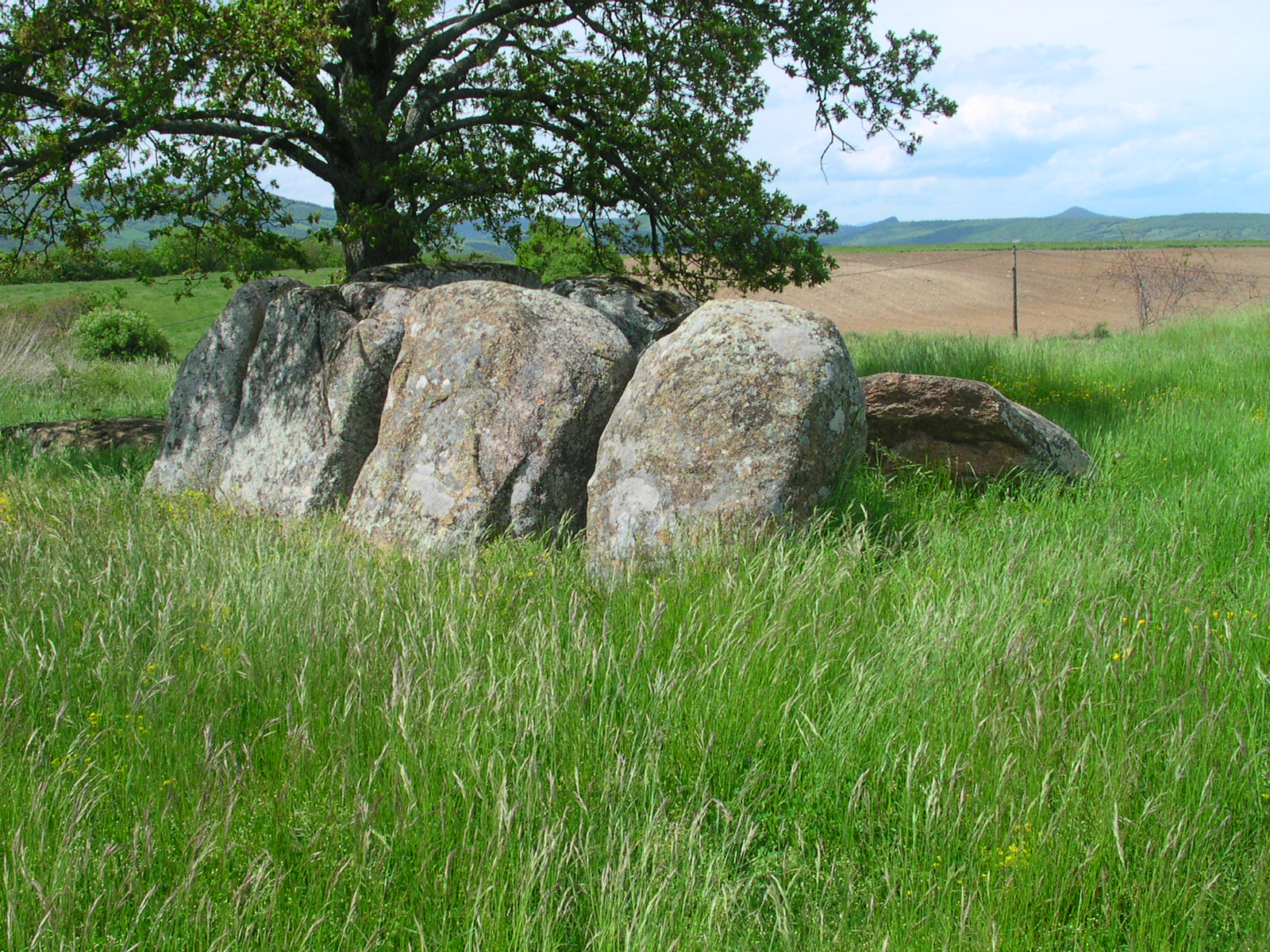
Dolmen von Unsac
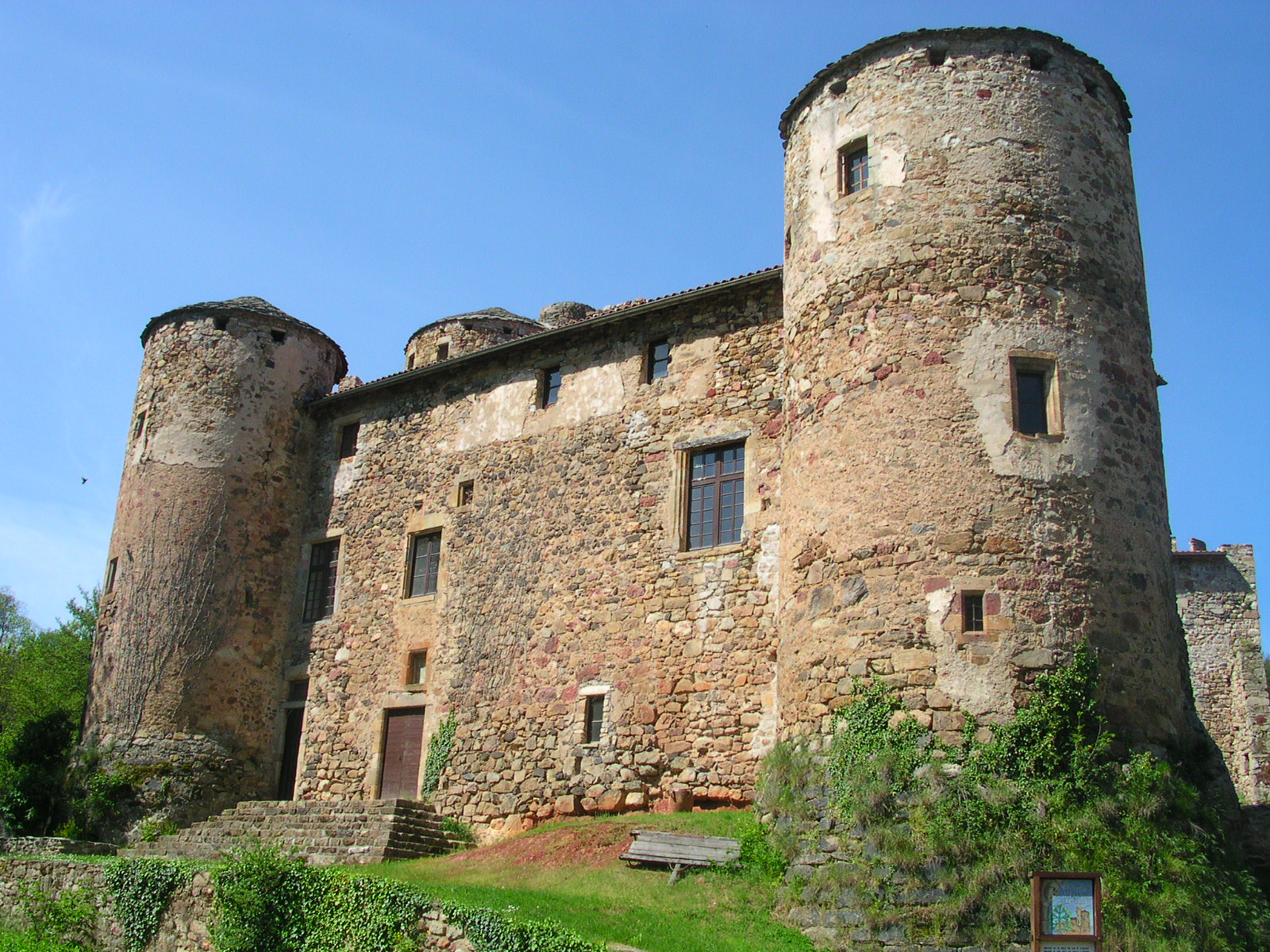
Schloss

- Kirche Saint-Gervazy
- Schloss aus dem 16. Jahrhundert

- Dolmen von Unsac
- Schloss